# MH 86. Szolnok Helikopter Ezred
A Magyar Honvédség 86. Szolnok Helikopter Ezred a Szolnok mellett fekvő nagy repülőtéren állomásozott. Az ezred a megszűnő (ide diszlokáló) MH 87. Bakony Harci Helikopter Ezred és az MH 89. Vegyes Szállító-Repülő Ezred, személyi és technikai bázisán 2004. október 1-jén kezdte meg működését (érte el készenlétét). Az alakulat fő fejlődési irányvonala az alapfeladatok végrehajtása, és azok mellett a NATO követelmények teljesítése. Egységeinek feladatait egy szállítóhelikopter zászlóaljjal és egy harci helikopter zászlóaljjal látta el.
Az ezred az MH Légierő Parancsnokság közvetlen irányítása alá tartozott.
Szolnokon az 1940-es évek elejétől kezdve folyamatosan állomásoznak katonai repülők. Mára ennek köszönhetően a város a magyar katonai repülés meghatározó tényezőjévé vált.
Az MH 86. Szolnok Helikopter Ezred 2007. március 1-jén megszűnt, jogutódja az  MH 86. Szolnok Helikopter Bázis.

## Az alakulat feladata, rendeltetése
- Katonai erő alkalmazását igénylő esemény, nemzeti, illetve nemzetközi válsághelyzet kezelésére bevetett csapatok légi szállítása, illetve harctevékenységének légi tűztámogatása, oltalmazása
- Kutató-mentő készenléti szolgálat ellátása a Magyar Köztársaság területén
- Bel- és külföldi katonai és gazdasági célú légi szállítások
- Hadműveleti és kiképzési repülések végrehajtása
- Repülőműszaki oktatás biztosítása
- Katonai repülő hagyományok ápolása
- Szárazföldi csapatok oltalmazása, légi támogatása
- Készültségi és készenléti szolgálat ellátás
- Személyek és terhek légi deszantolása
- Természeti csapások, az ipari és környezeti katasztrófák. következményeinek felszámolása
- Állami és katonai felsővezetők légi szállítása
- Szolnoki Repüléstörténeti Kiállítóhely fenntartása, a kiállított technikai eszközök karbantartása

## Fő fegyverzete
- 19 db H145M  könnyű harci helikopter
- 4 db H225M nagy hatótávolságú szállítóhelikopter